# Велика Рєчка
Велика Рєчка (рос. Великая Речка) — лісове селище в Няндомському районі Архангельської області Російської Федерації.
Населення становить 0 осіб. Входить до складу муніципального утворення Няндомський муніципальний округ.

## Історія
До 2022 року входило до складу муніципального утворення Няндомське поселення.

## Населення
| 2002 | 2010 |
| ---- | ---- |
| 11   | ↘0   |